# Andreia de Habsburgo
Andreia Maria de Habsburgo-Lorena (Wurtzburgo, 30 de maio de 1953) é filha primogênita de Oto, Príncipe Herdeiro da Áustria e sua esposa Regina de Saxe-Meiningen, sendo neta do imperador Carlos I da Áustria e da imperatriz consorte Zita de Bourbon-Parma, e portanto, membro da família imperial austríaca.

## Casamento e filhos
Ela se casou com Carlos Eugênio, Conde Herdeiro de Neipperg (20 de outubro de 1951), filho de José Huberto, Conde de Neipperg (22 de julho de 1918) e Maria von Ledebur-Wicheln (1920-1984), em 9 de julho 1977, em Pöcking, Baviera. Eles têm cinco filhos:
- Filipe de Neipperg (6 de setembro de 1978) casou com Paula Wolff (1981) em 26 de abril de 2008, em Salzburgo. Eles têm três filhos:
  - Johanna de Neipperg (2009)
  - Stephan de Neipperg (2010)[3]
  - Emanuel de Neipperg (2014)[4]
  - Alexandra de Neipperg (2015)
- Benedito de Neipperg (11 de abril de 1980)
- Dominik de Neipperg (27 de julho de 1981) casou em 4 de agosto de 2012, com a Maria-Anna da Salm-Salm (22 de fevereiro de 1986). Eles têm uma filha:
  - Florentina de Neipperg (2015)
- Hemma (11 de outubro de 1983)  casou em 30 de maio de 2012, com Roman Keno Specht (11 de outubro de 1983). Eles têm duas filhas:[3]
  - Annunziata Specht (2013)
  - Olympia Specht (2016)
- Katharina de Neipperg (3 de abril de 1986) casou em 30 de agosto de 2012, com Wenzel de Lobkowicz (4 de dezembro de 1986). Eles têm um filho:
  - Valerian de Lobkowicz (2014)

## Honras
- Casa de Habsburgo: Dama da Ordem da Cruz Estrelada